# Loredana Pancotto
Loredana Pancotto (Roma, 10 luglio 1959) è una medaglista italiana.

## Biografia
Loredana Pancotto forma la sua preparazione artistica prima al liceo artistico Sant'Orsola a Roma, poi presso l'Istituto di Cultura Pantheon, e quindi alla Scuola dell'Arte della Medaglia dell'Istituto Poligrafico e Zecca dello Stato, dove si diploma nel 1983.
Durante il corso realizza la sua prima medaglia per il 50º anniversario di Piazza di Siena ed arriva seconda alla Prima Biennale della Medaglia d'Arte.
Contemporaneamente all'attività di medaglista, è docente in un liceo artistico per circa un decennio.

## Opere
Realizza per la Repubblica di San Marino la serie divisionale del 1995, le monete da 1, 2, e 5 scudi in oro del 1995, le 10.000 lire in argento del 1997, e nel 1998 le 5.000 e le 10.000 lire in argento.
Tra le numerosissime medaglie realizzate dall'artista, sono da ricordare:
- le medaglie per i Viaggi Apostolici di Giovanni Paolo II;
- la medaglia per l'Associazione Italiana dell’Arte della Medaglia "a F. Fellini";
- la medaglia del 20º anniversario della Regione Lazio e quella per il Consiglio Regionale del Lazio;
- la medaglia per la FAO, intitolata "Animal Genetic Resources";
- la serie di medaglie delle "Fontanelle rionali di Roma";
- la medaglia per il premio "Macario";
- la medaglia-Calendario 2017 dello Storico Stabilimento Picchiani&Barlacchi[1];
- la medaglia "Nvmmorvm Tvtor" per la Abafil[2];
- la medaglia per il "Premio Biblionumis[3]";
- la medaglia ufficiale per la santificazione di Papa Paolo VI[4][5];
- la medaglia per il 150º anniversario della Società Oftalmologica Italiana (1869-2019)[6];
- la medaglia per il centenario della fondazione di Predappio Nuova, nei pressi di Forlì[7].

## Esposizioni

### Collettive
Sue medaglie sono esposte in vari musei pubblici e privati sia in Italia che all'estero: tra i vari, nel Medagliere della Biblioteca Apostolica Vaticana, nel Palazzo di Vetro dell'ONU a New York e nel Museo Dantesco Archiviato il 7 ottobre 2018 in Internet Archive. di Ravenna.

### Personali
- 2019, "Impressvm", Palazzo del Turismo di Riccione, Convegno Numismatico Filatelico, 29-31 agosto 2019[8].

## Pubblicazioni
- "Appunti di Numismatica Italiana", Autori Vari, D'Amico Editore " Creazione di una medaglia", pag. 76-77-78-79, Edizione Aprile 2019.
- "La Medaglia per le nozze Lombardi-Pernice, Biblionumis Edizioni, Terlizzi, 2019